# Pomožna snov
Pomóžna snôv (tudi ekscipiènt, kraticaː PS) je vsaka sestavina v zdravilu, ki ni zdravilna učinkovina (kraticaː ZU). Je nosilka fizikalno-kemijskih lastnosti končnega zdravilnega pripravka, medtem ko je učinkovina nosilka farmakokinetičnih lastnosti. Lahko je nosilka zdravilne učinkovine, izboljšuje stabilnost zdravila, njegove biofarmacevtske lastnosti, videz ali sprejemljivost za pacienta oziroma olajšuje postopek izdelave. Pravilna izbira in uporaba pomožnih snovi prispevata k varnosti, učinkovitosti in kakovosti zdravila.
Pomožne snovi, uporabljene v zdravilih, so temeljito preizkušene in varne. Večini pacientov ne povzročajo nikakršnih težav, izjema pa so ljudje z preobčutljivostjo ali neprenašanjem določenih snovi (npr. intoleranca za laktozo) in ti morajo biti posebej pozorni. Za vsako zdravilo so vse uporabljene pomožne snovi navedene v navodilu za uporabo.

## Razvrščanje
Glede na namen uporabe lahko razdelimo pomožne snovi v naslednje najpomembnejše skupine:
- adjuvanti (tudi adjuvansi) – so sestavine, ki imajo same malo ali nič farmakološkega učinka, v kombinaciji z učinkovinami pa lahko povečajo ali spremenijo njihovo farmakološko delovanje, npr. v cepivih;[1]
- antiadhezivi – znižajo adhezijo med suhimi delci in pečati tabletirke, s čimer preprečijo lepljenje delcev na pečate, npr. magnezijev stearat;
- antioksidanti – podaljšajo obstojnost zdravila tako, da ga ščitijo pred oksidativnim kvarjenjem, povzročenim pod vplivom zračnega kisika ali drugih oksidirajočih zvrsti, npr. askorbinska kislina in njeni derivati;
- antistatiki – snovi, ki zmanjšajo statično elektriko z nevtralizacijo električnega naboja na površini, npr. makrogol 20000;
- barvila – pomožne snovi, ki izboljšajo organoleptične lastnosti, obarvajo farmacevtske izdelke, jih ščitijo pred svetlobo in so navadno topna za razliko od pigmentov;
- drsila (tudi lubrikatorji) – pomožne snovi, ki izboljšajo pretočne lastnosti trdnih delcev in njihovih skupkov[1] in so pomembne zlasti pri postopkih tabletiranja in iztiskanja (ekstruzije), npr. koloidni silicijev dioksid;
- emolienti – sestavine dermalnih farmacevtskih ali kozmetičnih izdelka za mehčanje kože, npr. voski;
- emulgatorji – površinsko aktivne snovi, ki z znižanjem medfazne napetosti omogočajo nastanek oziroma ohranjanje homogene zmesi dveh ali več faz, ki se med sabo ne mešajo, npr. vodne in oljne faze v emulziji. Delimo jih na neionske (npr. estri večvalentnih alkoholov, kot so glikol, glicerol, sorbitol, ali sladkorjev, estri in etri makrogolov), anionske (običajna mila, alkilsulfati, arabski gumi) in kationske (npr. kvaterne amonijeve spojine) ter amfiionske emulgatorje (beljakovine in lecitini);
- izotonizatorji – pomožne snovi, ki zagotavljajo ustrezen osmotski tlak raztopine, enak osmotskemu tlaku telesnih tekočin, npr. glukoza, natrijev klorid;
- konzervansi – snovi, ki se dodajajo zdravilom za zaščito pred sekundarno mikrobno kontaminacijo in jih na ta način ščitijo pred kvarjenjem, npr. butilparahidroksibenzoat;
- maziva – zmanjšajo trenje med delci in steno tabletirke med stiskanjem in izmetom tablete, npr. magnezijev stearat;
- mehčala (plastifikatorji) – snovi, ki zmanjšajo trdoto in krhkost polimernih materialov tako, da znižajo temperaturo steklastega prehoda polimera, npr. tributilacetilcitrat kot mehčalo pri polimernih oblogah kapsul in tablet;
- ojačevala arome (okusa, vonja) – ojačajo obstoječi okus oziroma vonj zdravila z namenom povečanja sprejemljivosti zdravila pri pacientih, zlasti pri pediatričnih bolnikih. Z njimi pogosto tudi prekrivajo neprijeten okus ali vonj zdravilnih učinkovin ali drugih pomožnih snovi. Kot korigens vonja in okusa se lahko uporablja npr. etilvanilin;
- pigmenti – navadno netopni, drobni, praškasti (navadno kristalinični) delci anorganskih snovi. Delujejo tako, da sipajo svetlobo, zato se uporabljajo predvsem za obarvanje (npr. železovi oksidi) ali zaščito (npr. UV-filtri, kot sta cinkov oksid, titanov oksid);
- podlage (tudi vehikli) – nosilke zdravilnih učinkovin v poltrdnih in trdnih farmacevtskih oblikah, sestavljenih iz ene ali več pomožnih snovi, npr. makrogoli, kakavovo maslo, trdi parafin, ter tekočih farmacevtskih oblikah, sestavljenih iz ene ali več pomožnih snovi, npr. voda in etanol;
- polnila – uporabljajo se za dopolnitev mase pri majhnih količinah zdravilne učinkovine oziroma povečanje mase končnega zdravila in njegovo praktično uporabo, npr. laktoza;
- potisni plini – utekočinjeni plini pod tlakom, stisnjeni plini ali tekočine z nizkim vreliščem, ki zagotavljajo ustrezen tlak za pršenje farmacevtskih oblik pod tlakom, npr. propan in butan;
- razgrajevala – pomožne snovi, ki jih dodajajo farmacevtskim oblikam, da omogočimo njihov razpad v stiku s tekočino na manjše ali osnovne komponente, npr. škrob;
- sladila izboljšajo okus zdravila, s čimer povečajo sprejemljivost zdravila pri pacientu, npr. sorbitol;
- snovi za uravnavanje pH – zagotavljajo ustrezen pH, ki je potreben za optimalno topnost in stabilnost učinkovine ter za fiziološko sprejemljivost farmacevtske oblike, npr. citronska kislina;
- solubilizatorji – površinsko aktivne snovi, ki v vodi tvorijo asociacijske koloide oziroma micele, ki v svojo notranjost vključijo težko topno snov in tako povečajo njeno topnost, npr. makrogol oktilfenileter:
- sredstva proti sprijemanju – navadno praškaste snovi, ki omogočajo prosti tok in mešanje trdnih delcev v praškastih in zrnatih pripravkih. Delujejo tako, da vežejo odvečno vlago ali pa obdajo površino trdnih delcev, s čimer jih naredijo nedovzetne za vezavo vlage ali drugih snovi ter s tem preprečijo njihovo sprijemanje, npr. magnezijev stearat, stearinska kislina, silicijev dioksid;
- sredstva za loščenje (glaziranje) – snovi, vključno z mazivi, ki dajejo zdravilu lesk ali tvorijo zaščitno oblogo na njegovi zunanji površini, npr. šelak;
- stabilizatorji vzdržujejo ustrezne fizikalno-kemijske lastnosti zdravila, vzdržujejo homogeno porazdelitev dveh ali več snovi, ki se ne mešajo med seboj, stabilizirajo, ohranjajo ali ojačajo obstoječo barvo, npr. polidekstroza;
  - stabilizatorji emulzij – snovi, ki olajšajo nastanek in omogočajo fizikalno stabilnost emulzij določeno časovno obdobje, največkrat s sterično stabilizacijo, npr. akrilat in C10-30 alkilakrilat;
- suspendirajoča sredstva – topne ali netopne snovi, dispergirane v tekoči podlagi, ki omogočajo razpršenost delcev v suspenziji, preprečujejo ali upočasnjujejo njihovo usedanje oziroma omogočajo redispergiranje že z lahkim stresanjem, npr. arabski gumi, silicijev dioksid;
- veziva – omogočajo povezovanje praškastih delcev v večje agregate, s čimer prispevajo k mehanski trdnosti farmacevtskih oblik, npr. polivinilpirolidon;
- vlažila – snovi, ki so sposobne vezati vodo in s tem ohranjati ustrezno stopnjo vlažnosti zdravila, npr. gliceril 1-oktanoat;
- zgoščevala – pomožne snovi, ki so dodane tekočini za povečanje viskoznosti, npr. različni gumiji.